# Степногирск
Степногирск (на украински: Степногірськ) е селище от градски тип в Южна Украйна, Василивски район на Запорожка област. Основано е през 1918 година. Населението му е около 1000 души.